# Мувир (Ігринський район)
Муви́р (рос. Мувыр) — присілок в Ігринському районі Удмуртії, Росія. Донедавна присілок був ліквідований, але в останні роки відновився.

## Населення
Населення — 22 особи (2010).

## Урбаноніми[2]
- вулиці — Світла